# Церковь Иоанна Богослова (Торонто)
Церковь Иоанна Богослова (англ. Church of Saint John the Theologian) — религиозная организация, основана в 2000 году в Торонто (Канада)  Урюпиным Олегом Фёдоровичем после выхода его из греческой старостильной юрисдикции Святой православной церкви Северной Америки («Бостонского Синода»).
Не имеет евхаристического общения ни с одной православной церковью, состоящей в движении экуменизма. В Русской православной церкви Московского патриархата считается «около-православной сектой», а Олег Урюпин, рукоположённый в РПЦЗ в период до присоединения большей части её епископов к Московскому патриархату, был лишён священства РПЦЗ МП, являющейся частью Московского Патриархата, чего он не признал, так как на тот момент уже не относился к клирикам РПЦЗ. С точки зрения Святой православной церкви Северной Америки Олег Урюпин продолжает оставаться действующим священником. Миро и священнические облачения для деятельности религиозной организации Церковь Иоанна Богослова были предоставлены в том числе Святою православной церковью Северной Америки.

## История
Отец Олег Моленко (Урюпин) — лидер основанной им организации, утверждает, что Бог ему сообщил о наступлении архиерейского служения Иоанна Богослова и начале последней всемирной проповеди Евангелия, что и послужило для Урюпина О. Ф. мотивом к основанию организации Церковь Иоанна Богослова.
Урюпин О. Ф. в результате конфликта со священноначалием греческой старостильной церкви HOCNA, клириком которой он состоял три года до 1998 г. после оставления РПЦЗ (где и рукополагался в иереи) был отпущен из HOCNA без всякого прещения, кроме запрещения участвовать в священнодействиях в рамках HOCNA, после этого стал уверять, что большинство епископов отпали от истины, он же перешёл под омофор Апостола Иоанна Богослова. При этом он продолжил отношения с HOCNA, епископов которой он считает стоящими в истине и благодати.
1 марта 2000 года Урюпин О. Ф. зарегистрировал в Торонто Церковь Иоанна Богослова, регистрационный № 1401458.
21 апреля 2010 года Урюпин О. Ф. по телефону с нарушением канонических правил лишен священного сана (иерея) определением решения Архиерейского Синода РПЦЗ МП, как пребывающий (по мнению членов Синода РПЦЗ МП) в состоянии раскола. Это решение он не признал как противоречащее канонам Православной Церкви и продолжил своё служение в качестве священника.

## Особенности экклесиологии
Экклесиология Церкви Иоанна Богослова напоминает экклесиологию Старостильных церквей Греции. Церковь Иоанна Богослова
- для богослужений применяет Иерусалимский Типикон;
- позиционирует себя во всём следующей правилам Греко-Российской Православной церкви и традициям Святых отцов;
- не исключает наличие других священников и епископов «стоящих в Истине»;

- анафематствует экуменизм, не приемлет церковных контактов, совместных молитв и встреч духовенства различных церквей и конфессий;
- считает себя единственной церковной организацией, не подверженной апостасии;
- ожидает установления православной монархии на территории России, Греции и Грузии;
- считает Московскую Патриархию пребывающей в ереси, а патриарха Кирилла — еретиком.
- стоит на позиции использования юлианского календаря (старого стиля), анафематствует церковное новостильничество;
- имеет эсхатологическую направленность (в ближайшее время ожидает начало развития событий описанных в Апокалипсисе)
- не имеет ни молитвенного, ни евхаристического общения с другими православными юрисдикциями, так считает их в той или иной мере уклонившимися от чистоты Православия; но считает благодатной и «стоящей в Истине» Святую православную церковь Северной Америки, а также не исключает наличие благодати в других греческих старостильных юрисдикциях[11], поддерживает братию Эсфигменского монастыря Святой Горы Афон, состоящую в Синоде Хризостома;

Объявляет ересями и анафематствует:
- Экуменизм[13]
- Сергианство,
- Церковный модернизм,
- Календарное новостильничество,
- «Имяборчество», то есть несогласие с позицией имяславия.
- Мнение о наличии благодати в отступнических сообществах и совершении Таинств у еретиков.
- Всех отвергающих «тайну служения Иоанна Богослова во плоти в последние времена».

## Взаимоотношения Церкви Иоанна Богослова с другими организациями
Церковь Иоанна Богослова не имеет молитвенного и евхаристического общения ни с одной из имеющихся церквей, но поддерживает отношения со Святой православной церковью Северной Америки, где Олег Урюпин заказывает утварь, ладан, свечи, облачения и имеет запас мира из этой юрисдикции. Поддерживает братию Эсфигменского Монастыря Святой Горы Афон, состоящих в греческой старостильной юрисдикции Синода Хризостома, в том числе и молитвой о том, чтобы в случае смерти Бог принял монахов Эсфигменского монастыря в лик мучеников и исповедников. Имеет непримиримую позицию в отношении состоящих в экуменическом движении РПЦ Московского Патриархата, РПЦЗ МП, Константинопольского Патриархата, УПЦ Киевского Патриархата, Католической церкви, церквей протестантского направления, Армянской церкви. Причины подобного отношения подробно освещаются на официальном сайте.
Представители Русской православной церкви Московского Патриархата рассматривают Церковь Иоанна Богослова как «около-православную секту», а Олега Урюпина (Моленко) не считают священником.